# Gwen Guthrie
Gwendolyn "Gwen" Guthrie (9 de julio de 1950-3 de febrero de 1999) fue una cantante, compositora y pianista estadounidense.

## Vida y carrera
Guthrie nació y creció en Newark, Nueva Jersey. En la escuela, estudió música clásica , y su padre comenzó a enseñarle el piano cuando tenía ocho años de edad. A principios de 1970, se había unido a los grupos vocales como  Ebonettes y Matchmakers, mientras trabajaba como maestra de escuela primaria. Cuando un cantante de reserva programado para cantar el sencillo de Aretha Franklin I'm in Love cayó enfermo, Guthrie tomó el lugar de la cantante junto a Cissy Houston.
Guthrie pronto comenzó a trabajar como cantante de jingles comerciales, a veces con su amiga Valerie Simpson (de Ashford & Simpson). Una asociación para componer canciones con su entonces novio, el trombonista / bajista Haras Fyre (profesionalmente conocido como "Patrick Grant") dio lugar a Ben E. King.
A medida que se desarrolló la carrera en solitario de Guthrie, trabajó extensamente con Sly y Robbie en los  cortes de clubes influenciados por el dub, y empezó a acumular  éxitos de baile. Ella fue llamada "La Primera Dama de la Paradise Garage ", como varias de sus canciones se convirtieron en himnos en el lugar, ayudado por las actuaciones frecuentes y dinámicos que dio allí. Pronto se asoció con el famoso musical Paradise Garage DJ Larry Levan , y grabó su primer hito importante éxito, Padlock en 1983 con  Compass Point All Stars  en Nassau, Bahamas, que se convirtió en un éxito de radio  dos años más tarde. También cantó como respaldo en el álbum debut de Madonna de 1982.
Guthrie es sobre todo conocida por su himno de baile 1986 "Ain't Nothin' Goin' on But the Rent", una pista escrita y producida por ella misma que obtuvo cierta controversia por sus letras materialistas tales como, "Tienes que tener un trabajo si quieres estar conmigo/No hay romance sin finanzas". Una lectura literal sugiere un hombre sólo requiere de las finanzas para que una relación funcione. Sin embargo, las letras de Guthrie tienen la intención de motivar a su pareja en ser responsable de mantener la igualdad y la estabilidad financiera.

## Muerte
Guthrie murió de cáncer de útero, el 3 de febrero de 1999, a la edad de 48 años, y fue enterrada en el Cementerio de Fairmount en Newark, Nueva Jersey.